# Dominic Janes
Dominic Janes (Tucson, 11 februari 1994), geboren als Dominic Roque Janes Centorbi, is een voormalig Amerikaans jeugdacteur.
Janes begon in 2005 met acteren in de film Instant Dads, hij is vooral bekend van zijn rol als Alex Taggart in de televisieserie ER waar hij in 22 afleveringen speelde (2005-2009).

## Filmografie

### Films
- 2007 Wild Hogs – als Billy Madsen
- 2006 Re-Animated – als Jimmy Roberts
- 2005 Instant Dads – als Luke

### Televisieseries
Uitgezonderd eenmalige gastrollen.
- 2005-2009 ER – als Alex Taggart – 22 afl.
- 2007-2008 Out of Jimmy's Head – als Jimmy – 20 afl.
- 2006-2007 Dexter – als jonge Dexter – 5 afl.